# الرابطة البرلمانية 2003–04
الرابطة البرلمانية 2003–04 (بالإنجليزية: 2003–04 Isthmian League)‏ هو موسم من دوري إسثميان. فاز فيه كانفي آيلاند.